# Seloncourt
Seloncourt is een gemeente in het Franse departement Doubs (regio Bourgogne-Franche-Comté). De gemeente telde 5.812 inwoners op 1 januari 2022. De plaats maakt deel uit van het arrondissement Montbéliard.
De gemeente vormt een deel van de stedelijke agglomeratie rond Montbéliard. Historisch is de gemeente ook verbonden met deze stad als dorp in het land van Montbéliard, dat pas na 1793 deel werd van Frankrijk. In de 16e eeuw kreeg de Reformatie hier voet aan de grond en er is nog steeds een protestantse aanwezigheid. Rond 1900 werd een nieuwe protestantse kerk gebouwd voor de groeiende bevolking. Deze aanwas was een gevolg van de industrialisatie. Seloncourt was vooral bekend voor de horlogemakerij.

## Geografie
De oppervlakte van Seloncourt bedroeg op 1 januari 2022 7,92 vierkante kilometer; de bevolkingsdichtheid was toen 733,8 inwoners per km².
De onderstaande kaart toont de ligging van Seloncourt met de belangrijkste infrastructuur en aangrenzende gemeenten.

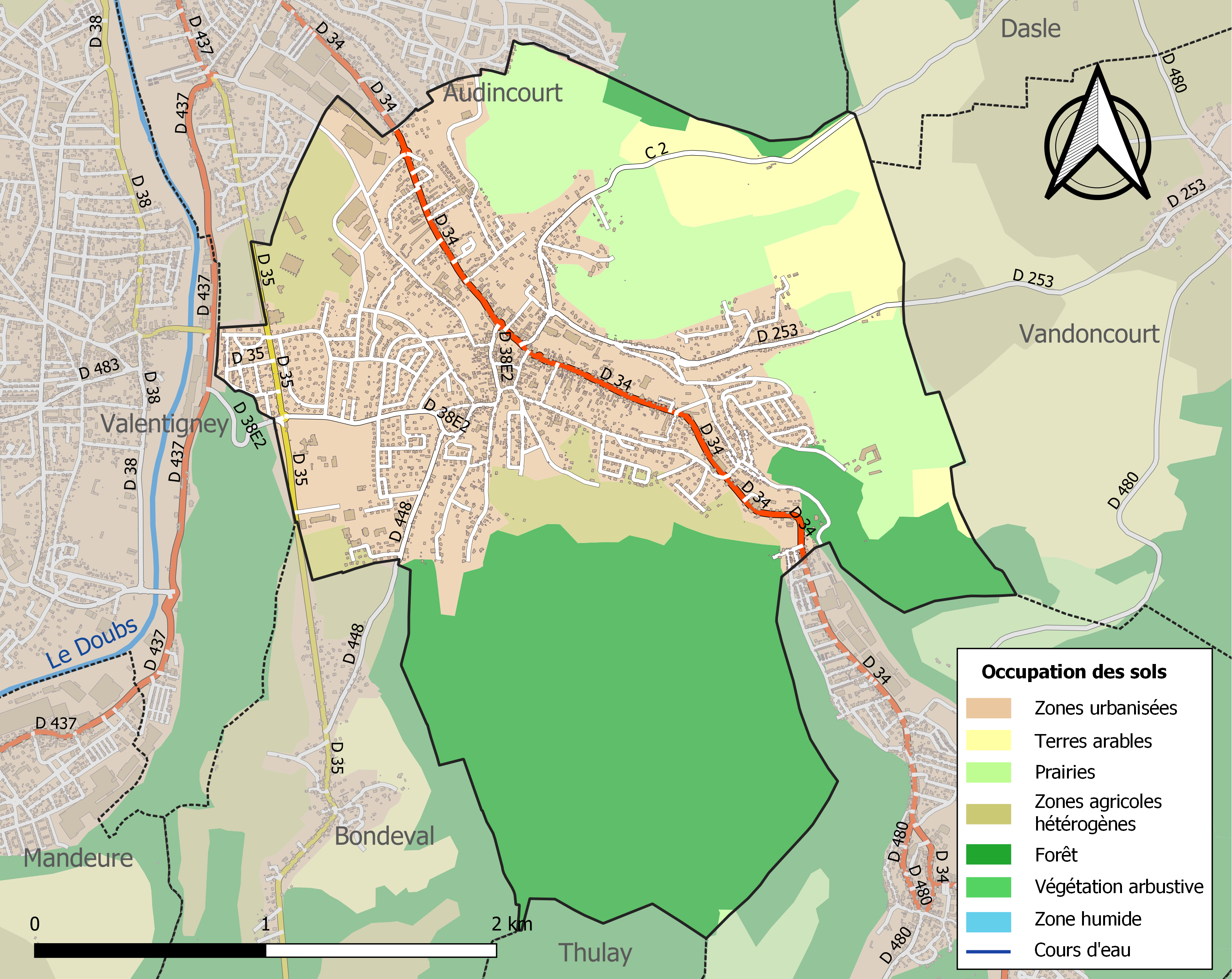

## Demografie
Onderstaande figuur toont het verloop van het inwonertal (bron: INSEE-tellingen).